# Мрчићи (Косјерић)
Мрчићи су насеље у Србији у општини Косјерић у Златиборском округу. Према попису из 2022. било је 194 становника.
У Мрчићима је био епицентар земљотреса јачине 4,6 степени Рихтерове скале дана 8. марта 2015. у 21.47 сати по локалном времену.
Овде се налази Црква Успења Пресвете Богородице у Ражани.

## Демографија
У насељу Мрчићи живи 257 пунолетних становника, а просечна старост становништва износи 46,6 година (46,4 код мушкараца и 46,8 код жена). У насељу има 110 домаћинстава, а просечан број чланова по домаћинству је 2,70.
Ово насеље је великим делом насељено Србима (према попису из 2002. године), а у последња три пописа, примећен је пад у броју становника.
|  |

| Демографија | Демографија | Демографија |
| Година      | Становника  | Становника  |
| ----------- | ----------- | ----------- |
| 1948.       | 557         |             |
| 1953.       | 568         |             |
| 1961.       | 560         |             |
| 1971.       | 407         |             |
| 1981.       | 439         |             |
| 1991.       | 400         | 400         |
| 2002.       | 297         | 298         |

| Етнички састав према попису из 2002.‍ | Етнички састав према попису из 2002.‍ | Етнички састав према попису из 2002.‍ | Етнички састав према попису из 2002.‍ | Етнички састав према попису из 2002.‍ |
| ------------------------------------ | ------------------------------------ | ------------------------------------ | ------------------------------------ | ------------------------------------ |
|                                      |                                      |                                      |                                      |                                      |
| Срби                                 | Срби                                 |                                      | 295                                  | 99,32%                               |
| непознато                            | непознато                            |                                      | 0                                    | 0,0%                                 |

| Година пописа     | 1948. | 1953. | 1961. | 1971. | 1981. | 1991. | 2002. |
| ----------------- | ----- | ----- | ----- | ----- | ----- | ----- | ----- |
| Број домаћинстава | 122   | 118   | 150   | 124   | 133   | 132   | 110   |

| Број чланова      | 1  | 2  | 3  | 4  | 5 | 6 | 7 | 8 | 9 | 10 и више | Просек |
| ----------------- | -- | -- | -- | -- | - | - | - | - | - | --------- | ------ |
| Број домаћинстава | 31 | 27 | 17 | 21 | 8 | 5 | 1 | 0 | 0 | 0         | 2,70   |

| Пол    | Укупно | Неожењен/Неудата | Ожењен/Удата | Удовац/Удовица | Разведен/Разведена | Непознато |
| ------ | ------ | ---------------- | ------------ | -------------- | ------------------ | --------- |
| Мушки  | 127    | 28               | 82           | 13             | 3                  | 1         |
| Женски | 143    | 30               | 78           | 30             | 2                  | 3         |
| УКУПНО | 270    | 58               | 160          | 43             | 5                  | 4         |

| Пол    | Укупно                    | Пољопривреда, лов и шумарство | Рибарство                            | Вађење руде и камена | Прерађивачка индустрија       |
| ------ | ------------------------- | ----------------------------- | ------------------------------------ | -------------------- | ----------------------------- |
| Мушки  | 56                        | 11                            | 0                                    | 0                    | 12                            |
| Женски | 36                        | 17                            | 0                                    | 0                    | 6                             |
| УКУПНО | 92                        | 28                            | 0                                    | 0                    | 18                            |
| Пол    | Производња и снабдевање   | Грађевинарство                | Трговина                             | Хотели и ресторани   | Саобраћај, складиштење и везе |
| Мушки  | 0                         | 6                             | 5                                    | 0                    | 10                            |
| Женски | 0                         | 0                             | 4                                    | 1                    | 0                             |
| УКУПНО | 0                         | 6                             | 9                                    | 1                    | 10                            |
| Пол    | Финансијско посредовање   | Некретнине                    | Државна управа и одбрана             | Образовање           | Здравствени и социјални рад   |
| Мушки  | 1                         | 0                             | 4                                    | 1                    | 1                             |
| Женски | 0                         | 0                             | 3                                    | 0                    | 3                             |
| УКУПНО | 1                         | 0                             | 7                                    | 1                    | 4                             |
| Пол    | Остале услужне активности | Приватна домаћинства          | Екстериторијалне организације и тела | Непознато            | Непознато                     |
| Мушки  | 1                         | 0                             | 0                                    | 4                    | 4                             |
| Женски | 0                         | 0                             | 0                                    | 2                    | 2                             |
| УКУПНО | 1                         | 0                             | 0                                    | 6                    | 6                             |